# ラモン・サンペドロ

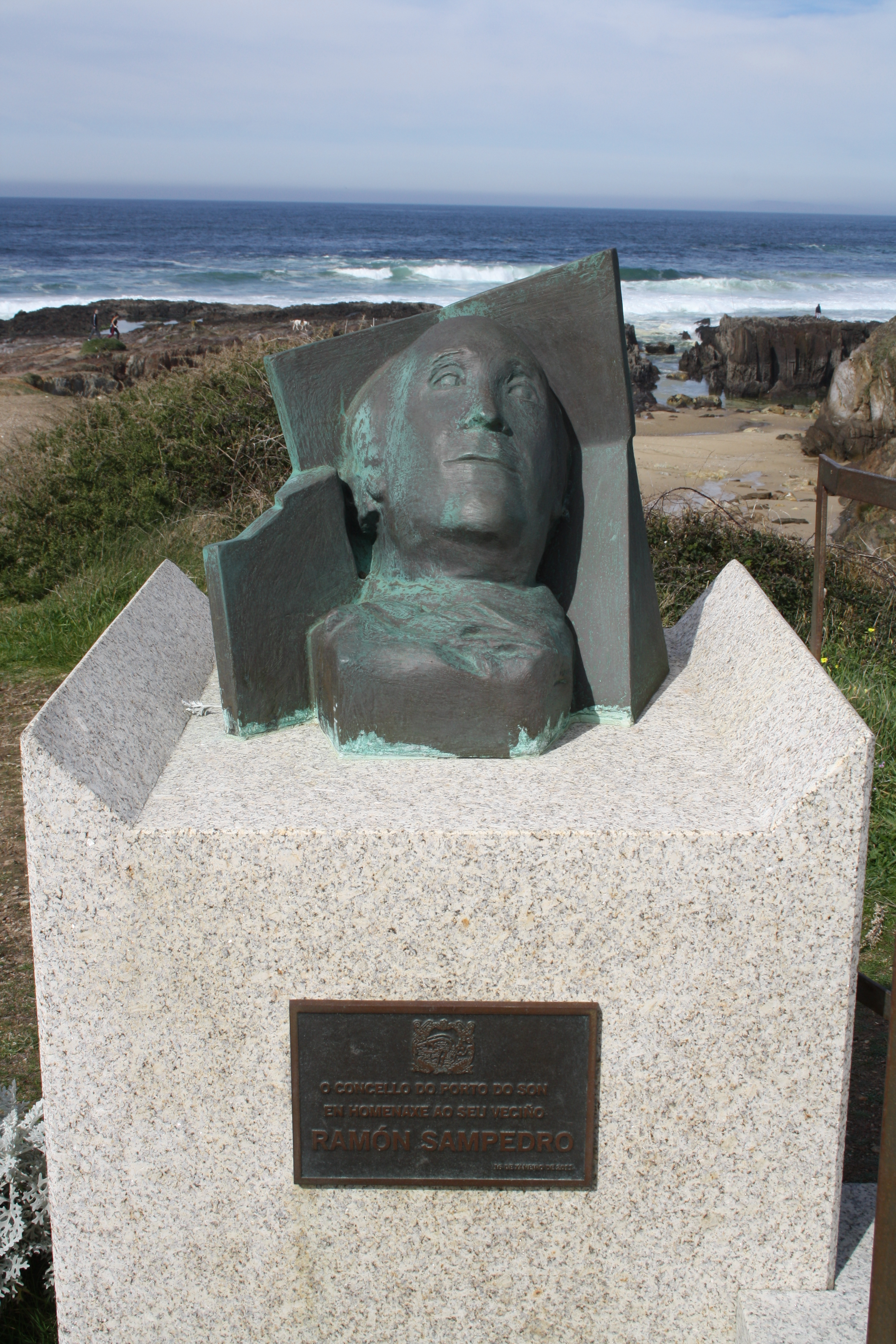
Ramón Sampedro.

ラモン・サンペドロ・カメアン（スペイン語: Ramón Sampedro Cameán、1943年1月5日 - 1998年1月12日）は、スペイン・ア・コルーニャ県ポルト・ド・ソン出身の漁師・尊厳死活動家。

## 活動
1968年8月（当時、25歳）、商船で働く船員として自宅近くのガリシア州の海に飛び込んだ際に目測を誤って背中を折り、首から下が全く動かせなくなり、以後28年間寝たきり生活を送っていた。自身が半身不随だったため、尊厳死をはかること及びその介助を社会的に認めるよう活動し続けた。また、手記 Cartas desde el infierno (地獄からの手紙)を執筆し、後にそれを元として2004年にアレハンドロ・アメナーバル監督により制作され、アカデミー賞を始めとして様々な賞を獲得した映画『海を飛ぶ夢』(原題: Mar adentro) のモデルになった。
カトリックの影響が強いスペインで最初に尊厳死を求める運動を始めた人物でとも考えられている。
スペイン国刑法では当時から一貫して尊厳死の介助を罪に問う姿勢を崩していないため、半身不随の身では自殺も図れないとして裁判に訴えた。
2021年までスペイン国刑法143章4項では「死に至る病を患っていたり、堪え難い苦痛をこうむっており、自死を真剣かつ明確に希望している人物の死を直接・間接的に引き起こし、または幇助した者は、間接的に関わった場合2年から5年の懲役、直接の場合6年から10年の懲役に処す」とされていた。
2004年に自身が主人公のモデルとなった映画『海を飛ぶ夢』が公開されてから、スペインでは死の権利や安楽死を求める民意が高まり、2021年にはスペインで安楽死と自殺幇助が合法化され、ラモン・サンペドロはその合法化の立役者となっている。

## 死
1998年1月12日、ガリシア州同県ボイロにて青酸カリを服用し、自殺した。
これに伴い、ラモン・サンペドロの自殺を幇助した友人のラモーナ・マネイロ（Ramona Maneiro Castro、当時37歳）は自殺直後に警察に逮捕されたが、2日後に証拠不十分で釈放された。
彼女は容疑の時効が成立した7年後に自身が介助及びビデオ撮影したことを正式に認めた。